# Klaus Lüdicke
Klaus Lüdicke (* 18. června 1943 Bad Warmbrunn, dnes městská čtvrť Jelení Hory v Polsku) je německý římskokatolický teolog a kanonista.

## Život
Vystudoval katolickou teologii a právní vědy. V letech 1980 až 2008 byl profesorem Institutu kanonického práva na Westfälische Wilhelms-Universität v Münsteru.

## Dílo (výběr)
- Psychisch bedingte Eheunfähigkeit. Begriffe – Abgrenzungen – Kriterien (= Europäische Hochschulschriften. Reihe 23: Theologie. Bd. 105). Lang, Frankfurt am Main u. a. 1978, ISBN 3-261-02494-1 (Zugleich: München, Universität, Dissertation, 1977/1978: Psychisch bedingte Unfähigkeit zu Ehevertrag und Eheführung.). (německy)
- Eherecht. Codex iuris canonici. Canones 1055–1165 (= Kommentar für Studium und Praxis.). Ludgerus-Verlag, Essen 1983, ISBN 3-87497-165-1. (německy)
- Familienplanung und Ehewille. Der Ausschluß der Nachkommenschaft im nachkonziliaren kanonischen Eherecht (= Münsterische Beiträge zur Theologie. H. 50). Aschendorff, Münster 1983, ISBN 3-402-03955-9. (německy)
- Der kirchliche Ehenichtigkeitsprozeß nach dem Codex Iuris Canonici von 1983. Normen und Kommentar (= Münsterischer Kommentar zum Codex iuris canonici. Beiheft. 10). Ludgerus-Verlag, Essen 1994, ISBN 3-87497-199-6. (německy)
- „Dignitas connubii“. Die Eheprozeßordnung der katholischen Kirche. Text und Kommentar (= Münsterischer Kommentar zum Codex iuris canonici. Beiheft. 42). Ludgerus-Verlag, Essen 2005, ISBN 3-87497-252-6. (německy)